# Rhaucus artifex
Rhaucus artifex is een hooiwagen uit de familie Cosmetidae. De originele naamcombinatie (protoniem) was Rhaucus artifex Pinzón-Morales & Pinto-da-Rocha, 2024.